# Apoclea continuata
Apoclea continuata är en tvåvingeart som beskrevs av Becker 1909. Apoclea continuata ingår i släktet Apoclea och familjen rovflugor.
Artens utbredningsområde är Iran. Inga underarter finns listade i Catalogue of Life.